# جوزيف سترونج
جوزيف سترونج هو سياسي كندي، ولد في 5 يناير 1878 في كندا، وتوفي في 1967.